# Kingdom of Desire
Kingdom of Desire ist das achte Studioalbum der US-amerikanischen Band Toto, das 1992 veröffentlicht wurde. 

## Hintergrund
Der Schlagzeuger Jeff Porcaro starb kurz nach der Fertigstellung des Albums. Porcaro wurde vor der nachfolgenden Tour von dem Briten Simon Phillips ersetzt, der bis Anfang 2014 bei Toto blieb. Den Leadgesang übernahm der Gitarrist Steve Lukather, nachdem sich die Band nach der „Past-to-Present“-Tour von dem vorherigen Sänger Jean-Michel Byron getrennt hatte.
Das Album wurde von Bob Clearmountain abgemischt.

## Titelliste
1. Gypsy Train (Toto) – 6:45
2. Don’t Chain My Heart (Toto) – 4:46
3. Never Enough (Toto/Waybill) – 5:45
4. How Many Times (Toto) – 5:42
5. 2 Hearts (Toto) – 5:13
6. Wings of Time (Toto) – 7:27
7. She Knows the Devil (Toto) – 5:25
8. The Other Side (R. Kaplan/Paich/Sherwood) – 4:41
9. Only You (Toto) – 4:28
10. Kick Down the Walls (Kortchmar/Lynch) – 4:55
11. Kingdom of Desire (Kortchmar) – 7:16
12. Jake to the Bone (Toto) – 7:05

## Band
- Steve Lukather – Gitarre, Gesang
- David Paich – Klavier
- Mike Porcaro – Bass
- Jeff Porcaro – Schlagzeug

## Singles
- Don’t Chain My Heart / Jake to the Bone
- Only You / Gypsy Train
- 2 Hearts / How Many Times / Never Enough

## Kommerzieller Erfolg

### Chartplatzierungen
| ChartsChartplatzierungen | Höchstplatzierung | Wochen |
| ------------------------ | ----------------- | ------ |
| Deutschland (GfK)        | 18 (11 Wo.)       | 11     |
| Österreich (Ö3)          | 37 (2 Wo.)        | 2      |
| Schweiz (IFPI)           | 5 (10 Wo.)        | 10     |

### Auszeichnungen für Musikverkäufe
| Land/Region       | Auszeichnungen für Musikverkäufe (Land/Region, Auszeichnung, Verkäufe) | Verkäufe |
| ----------------- | ---------------------------------------------------------------------- | -------- |
| Frankreich (SNEP) | Gold                                                                   | 100.000  |
| Schweden (IFPI)   | Gold                                                                   | 50.000   |
| Insgesamt         | 2× Gold ·                                                              | 150.000  |

## Kleinigkeiten
Das Gemälde auf dem Umschlag des Album zeigt offensichtlich das Grab von „Johnny Klein mit dem dritten Bein“ aus dem gleichnamigen Lied von Ward Brothers.